# Liste der Kulturdenkmale in Maasholm
In der Liste der Kulturdenkmale in Maasholm sind alle Kulturdenkmale der schleswig-holsteinischen Gemeinde Maasholm (Kreis Schleswig-Flensburg) und ihrer Ortsteile aufgelistet (Stand: 10. März 2025).

## Legende
In den Spalten befinden sich folgende Informationen:
- Objekt-ID: die Nummer des Kulturdenkmales
- Lage: die Adresse des Kulturdenkmales und die geographischen Koordinaten. Kartenansicht, um Koordinaten zu setzen. In der Kartenansicht sind Kulturdenkmale ohne Koordinaten mit einem roten Marker dargestellt und können in der Karte gesetzt werden. Kulturdenkmale ohne Bild sind mit einem blauen Marker gekennzeichnet, Kulturdenkmale mit Bild mit einem grünen Marker.
- Offizielle Bezeichnung: Bezeichnung des Kulturdenkmales
- Beschreibung: die Beschreibung des Kulturdenkmales
- Bild: ein Bild des Kulturdenkmales

## Bauliche Anlagen
| Objekt-ID      | Lage                                             | Offizielle Bezeichnung            | Beschreibung | Bild                             |
| -------------- | ------------------------------------------------ | --------------------------------- | --- | -------------------------------- |
| 3392 Wikidata  | Am Kliff (54° 40′ 58″ N, 9° 59′ 28″ O)           | Seenotrettungsstation: Bootshaus  | Die Seenotrettungsstation wurde von 1916 bis 1918 erbaut. Alteintragung (Aktualisierung vorgesehen) - Begründung: geschichtlich, künstlerisch, technisch - Schutzumfang: Alteintragung (Aktualisierung vorgesehen) - Denkmaltyp: Bauliche Anlage | weitere Fotos \| Fotos hochladen |
| 34567          | Am Kliff (54° 40′ 57″ N, 9° 59′ 27″ O)           | Seenotrettungsstation: Slipanlage | Alteintragung (Aktualisierung vorgesehen) - Begründung: geschichtlich, städtebaulich, technisch - Schutzumfang: Alteintragung (Aktualisierung vorgesehen) - Denkmaltyp: Bauliche Anlage | weitere Fotos \| Fotos hochladen |
| 6761           | An der Schleikante (54° 41′ 2″ N, 9° 59′ 18″ O)  | Kahnstellen am Schleiufer         | Alteintragung (Aktualisierung vorgesehen) - Begründung: geschichtlich, städtebaulich, technisch - Schutzumfang: gesamtes Objekt - Denkmaltyp: Bauliche Anlage | weitere Fotos \| Fotos hochladen |
| 34193          | Hauptstraße 15 - 16 (54° 41′ 5″ N, 9° 59′ 27″ O) | Doppelwohnhaus                    | Doppelwohnhaus; E. 18. Jh.; eingeschossiger giebelständiger Fachwerkbau auf hohem Sockel mit Halbwalmdach, Seitenwände in Fachwerk, Straßenfront massiv mit schlichtem Gurt- und Ortganggesims - Begründung: geschichtlich, städtebaulich - Schutzumfang: gesamtes Objekt - Denkmaltyp: Bauliche Anlage                                                            | BW                               |
| 34192          | Hauptstraße 17 (54° 41′ 5″ N, 9° 59′ 27″ O)      | Wohnhaus                          | Wohnhaus; 1737; eingeschossiger giebelständiger Backsteinbau mit Walmdach, Mauerwerk weiß gefasst, zweifenstrige Utlucht an südlicher Hauptfassade, lang gestreckter Rückflügel; Hinterhaus - Begründung: geschichtlich, städtebaulich - Schutzumfang: Wohnhaus, Hinterhaus - Denkmaltyp: Bauliche Anlage                                                          | Fotos hochladen                  |
| 34194          | Hauptstraße 56 (54° 41′ 2″ N, 9° 59′ 27″ O)      | Wohnhaus                          | Wohnhaus; um 1800; eingeschossiger Backsteinbau mit reetgedecktem Halbwalmdach und Hängehölzern, weiß verputzt, Granitquadersockel, Nordgiebel in Fachwerk, leicht vorkragende Giebelschwelle, Traufpflaster - Begründung: geschichtlich, städtebaulich - Schutzumfang: gesamtes Objekt - Denkmaltyp: Bauliche Anlage                                              | BW                               |
| 8971           | Hauptstraße 58 a-b (54° 41′ 3″ N, 9° 59′ 26″ O)  | Wohnhaus                          | Wohnhaus; um 1800; eingeschossiger Backsteinbau, hoher Sockel, geschlämmtes Mauerwerk, pfannengedecktes Halbwalmdach, Front mit ornamentiertem Gurtgesims und Sohlbänken mit stuckierten Konsolen, Mitteleingang mit Freitreppe - Begründung: geschichtlich, städtebaulich - Schutzumfang: gesamtes Objekt - Denkmaltyp: Bauliche Anlage                           | Fotos hochladen                  |
| 3391           | Hauptstraße 69 (54° 41′ 6″ N, 9° 59′ 26″ O)      | Wohnhaus                          | Das Wohnhaus ist heute das Rathaus von Maasholm. Alteintragung (Aktualisierung vorgesehen) - Begründung: geschichtlich, städtebaulich - Schutzumfang: Alteintragung (Aktualisierung vorgesehen) - Denkmaltyp: Bauliche Anlage | weitere Fotos \| Fotos hochladen |
| 27331          | Hauptstraße 69 (54° 41′ 6″ N, 9° 59′ 25″ O)      | Stall- und Wirtschaftsgebäude     | Alteintragung (Aktualisierung vorgesehen) - Begründung: geschichtlich, städtebaulich - Schutzumfang: Alteintragung (Aktualisierung vorgesehen) - Denkmaltyp: Bauliche Anlage | Fotos hochladen                  |
| 9000           | Oehe 12 (54° 42′ 23″ N, 10° 0′ 3″ O)             | Gärtnerhaus                       | Gärtnerhaus; Ende 19. Jh.; eingeschossiger Massivbau aus Sichtziegelmauerwerk mit Halbwalmdach, fünfachsiger Traufseite und Zwerchhaus über dem Haupteingang; rückseitig nach 1985 mehrfach überformter ehem. Wirtschaftsteil - Begründung: geschichtlich, städtebaulich, Kulturlandschaft prägend - Schutzumfang: gesamtes Äußeres, - Denkmaltyp: Bauliche Anlage | BW                               |
| 8117 Wikidata  | Oehe (54° 42′ 25″ N, 10° 0′ 11″ O)               | Gut Oehe: Herrenhaus              | Alteintragung (Aktualisierung vorgesehen) - Begründung: geschichtlich, wissenschaftlich, städtebaulich - Schutzumfang: gesamtes Objekt - Denkmaltyp: Bauliche Anlage | weitere Fotos \| Fotos hochladen |
| 8118           | Oehe (54° 42′ 26″ N, 10° 0′ 12″ O)               | Gut Oehe: Verwalterhaus           | Alteintragung (Aktualisierung vorgesehen) - Begründung: geschichtlich, wissenschaftlich, städtebaulich - Schutzumfang: gesamtes Objekt - Denkmaltyp: Bauliche Anlage | Fotos hochladen                  |
| 22069 Wikidata | Westerstraße (54° 41′ 0″ N, 9° 59′ 21″ O)        | Kirche St. Petri mit Ausstattung  | Alteintragung (Aktualisierung vorgesehen) - Begründung: geschichtlich, künstlerisch, städtebaulich - Schutzumfang: gesamtes Objekt - Denkmaltyp: Bauliche Anlage | weitere Fotos \| Fotos hochladen |

## Quelle
- Liste der Kulturdenkmale in Schleswig-Holstein – Kreis Schleswig-Flensburg

- Karte mit allen Koordinaten:
- OSM |
- WikiMap